# Ramshope
Ramshope var en civil parish 1858–1886 när det uppgick i Rochester Ward, nu i Rochester civil parish, i grevskapet Northumberland i England. Civil parish var belägen 24 km från Elsdon och hade 13 invånare år 1881.